# ريم غزالي
ريم غزالي (29 يونيو 1982 - 17 مارس 2021) ممثلة جزائرية.

## عن حياتها
ولدت ريم في 29 يونيو 1982، وهي ابنة مريام غزالي وسليمان غزالي. لها شقيق يدعى أحمد يعمل في مجال الطيران وشقيقة تدعى سلمى التي شاركت في برنامج ستار أكاديمي بموسمه الثاني. في عام 2004 شاركت في مسابقة ملكة جمال لوكس، ثم ظهرت في برنامج ستار أكاديمي 3. في عام 2005 عملت في المحطة الوطنية الجزائرية ATV6 وشاركت في العديد من الأعمال الرمضانية. تزوجت من المنتج نبيل بن ناصر.

## أعمالها
- ستار أكاديمي (2005).
- الواعرة (2017).
- بوقرون (2018)، بدور الملكة هيدورة.
- هارون الرشيد (2018)

## مرضها
عانت ريم من مرض السرطان لعدة سنوات واضطرت لاستئصال ورم من الدماغ بعد عملية جراحية عاجلة لتفادي فقدان الذاكرة والبصر نتيجة الورم، وقد تكللت العملية بالنجاح لكن المرض عاد لاختراق دماغها وجسدها مما استدعى دخولها مستشفى في باريس في أبريل 2019. أعلنت عن مرضها في نوفمبر 2019 وظلت في المستشفى، حيث تدهورت حالتها الصحية في الشهر الأخير.

## وفاتها
توفيت بباريس في 17 مارس 2021 عن عمر يناهز 38 عام بعد صراع طويل مع السرطان.

## روابط خارجية
- ريم غزالي على موقع IMDb (الإنجليزية)
- ريم غزالي على موقع قاعدة بيانات الأفلام العربية